# Butou (sockenhuvudort i Kina, Jiangxi Sheng, lat 26,29, long 115,34)
Butou är en sockenhuvudort i Kina. Den ligger i provinsen Jiangxi, i den sydöstra delen av landet, omkring 270 kilometer söder om provinshuvudstaden Nanchang. Antalet invånare är 35 426. Befolkningen består av 17 398 kvinnor och 18 028 män. Barn under 15 år utgör 24,0 %, vuxna 15-64 år 67 %, och äldre över 65 år 7,0 %.
Runt Butou är det ganska tätbefolkat, med 192 invånare per kvadratkilometer. Närmaste större samhälle är Lianjiangzhen, 5,6 km norr om Butou. Trakten runt Butou består till största delen av jordbruksmark.
Genomsnittlig årsnederbörd är 1 925 millimeter. Den regnigaste månaden är maj, med i genomsnitt 327 mm nederbörd, och den torraste är oktober, med 21 mm nederbörd.